# In queste ore chiare
In queste ore chiare è il primo album del cantautore italiano Roberto Soffici, pubblicato dall'etichetta discografica Ricordi nel 1972.
Il disco contiene tra l'altro un paio di brani che vedono Soffici tra gli autori ed erano già stati incisi da altri artisti: Non credere, portato al successo da Mina nel 1969, e Casa mia, presentato dall'Equipe 84 nel 1971.

## Tracce

### Lato A
1. Cosa penso di te
2. Casa mia
3. Francesca
4. Non credere
5. Mezzanotte

### Lato B
1. In queste ore chiare
2. Una bambina
3. Racconto
4. Piano Piano Da Laura
5. Farà notte presto

## Formazione
- Roberto Soffici – voce, chitarra acustica, pianoforte, organo Hammond
- Elio Crovetto – basso
- Tullio De Piscopo – batteria
- Gian Piero Reverberi – organo Hammond
- Carmelo La Bionda – chitarra acustica
- Ares Tavolazzi – basso
- Ellade Bandini – batteria
- Massimo Luca – chitarra acustica, chitarra elettrica